# Błażej Mielcarek
Błażej Mielcarek (ur. 5 lutego 1990) – polski judoka.
Zawodnik KS AZS AWFiS Gdańsk. Brązowy medalista mistrzostw Polski seniorów 2013 w kategorii do 81 kg. Mistrz Polski juniorów 2008.